# Maringes
Maringes és un municipi francès situat al departament del Loira i a la regió d'Alvèrnia-Roine-Alps. L'any 2007 tenia 605 habitants.

## Demografia

### Població
El 2007 la població de fet de Maringes era de 605 persones. Hi havia 224 famílies de les quals 56 eren unipersonals (36 homes vivint sols i 20 dones vivint soles), 56 parelles sense fills, 100 parelles amb fills i 12 famílies monoparentals amb fills.
La població ha evolucionat segons el següent gràfic:
Habitants censats

### Habitatges
El 2007 hi havia 274 habitatges, 229 eren l'habitatge principal de la família, 23 eren segones residències i 22 estaven desocupats. 256 eren cases i 18 eren apartaments. Dels 229 habitatges principals, 172 estaven ocupats pels seus propietaris, 54 estaven llogats i ocupats pels llogaters i 3 estaven cedits a títol gratuït; 15 tenien dues cambres, 25 en tenien tres, 47 en tenien quatre i 142 en tenien cinc o més. 189 habitatges disposaven pel capbaix d'una plaça de pàrquing. A 106 habitatges hi havia un automòbil i a 105 n'hi havia dos o més.

### Piràmide de població
La piràmide de població per edats i sexe el 2009 era:
| Homes | Edats   | Dones |
| ----- | ------- | ----- |
| 0     | 95 o +  | 0     |
| 0     | 90 a 94 | 0     |
| 8     | 85 a 89 | 8     |
| 4     | 80 a 84 | 4     |
| 0     | 75 a 79 | 16    |
| 12    | 70 a 74 | 12    |
| 24    | 65 a 69 | 12    |
| 4     | 60 a 64 | 4     |
| 8     | 55 a 59 | 8     |
| 20    | 50 a 54 | 20    |
| 28    | 45 a 49 | 28    |
| 4     | 40 a 44 | 16    |
| 32    | 35 a 39 | 16    |
| 24    | 30 a 34 | 16    |
| 28    | 25 a 29 | 20    |
| 20    | 20 a 24 | 0     |
| 4     | 15 a 19 | 32    |
| 24    | 10 a 14 | 36    |
| 16    | 5 a 9   | 36    |
| 20    | 0 a 4   | 24    |

## Economia
El 2007 la població en edat de treballar era de 384 persones, 287 eren actives i 97 eren inactives. De les 287 persones actives 267 estaven ocupades (153 homes i 114 dones) i 20 estaven aturades (7 homes i 13 dones). De les 97 persones inactives 32 estaven jubilades, 33 estaven estudiant i 32 estaven classificades com a «altres inactius».

### Ingressos
El 2009 a Maringes hi havia 239 unitats fiscals que integraven 653,5 persones, la mediana anual d'ingressos fiscals per persona era de 15.235 €.

### Activitats econòmiques
Dels 15 establiments que hi havia el 2007, 1 era d'una empresa alimentària, 2 d'empreses de fabricació d'altres productes industrials, 7 d'empreses de construcció, 2 d'empreses de comerç i reparació d'automòbils, 1 d'una empresa financera, 1 d'una empresa de serveis i 1 d'una empresa classificada com a «altres activitats de serveis».
Dels 10 establiments de servei als particulars que hi havia el 2009, 1 era un taller de reparació d'automòbils i de material agrícola, 1 paleta, 2 guixaires pintors, 5 lampisteries i 1 perruqueria.
L'únic establiment comercial que hi havia el 2009 era una fleca.
L'any 2000 a Maringes hi havia 35 explotacions agrícoles que ocupaven un total de 744 hectàrees.

## Equipaments sanitaris i escolars
El 2009 hi havia una escola elemental.

## Poblacions més properes
El següent diagrama mostra les poblacions més properes.